# 贝伦贝格银行
贝伦贝格银行是一家总部位于汉堡的德国银行。这主要是商人银行和私人银行。它成立于1590年，是世界上最古老的投资银行。
它由起源于佛兰德的贝伦贝格家族于1590年（431年前）创立，是世界上最古老的商业银行。它的所有者贝伦贝格/戈斯勒家族属于汉堡市共和国汉萨商人的统治精英，从1735年起，有几个家族成员在该城邦政府任职。与其他许多商业银行家一样，贝伦贝尔家族最初也是布商。银行的名字是指约翰-贝伦贝尔、他的女婿约翰-辛里奇-高斯勒和后者的女婿L.E.塞勒，自1791年以来一直没有改变。该银行自1590年以来持续经营，目前仍由贝伦贝格-高斯勒家族成员部分拥有。
贝伦贝格银行积极从事投资银行业务，特别是泛欧股票研究、经纪和资本市场交易，此外还为富有的客户提供私人银行业务和机构资产管理。自2000年以来，该公司越来越多地专注于投资银行业务。贝伦贝格银行拥有约1600名员工；除了在汉堡的总部外，它在伦敦、苏黎世、法兰克福和纽约都有重要的存在，在欧洲、美洲和亚洲还有11个办事处。多年来，贝伦贝格银行在伦敦的活动不断扩大，现在伦敦是其第二大办事处，也是其大部分投资银行活动的所在地，最近它把重点放在美国和亚洲的扩张上。
该银行的组织形式为有限合伙制，由个人负责的合伙人组成，并以其保守的商业战略而闻名。在2000年金融危机之后，该银行迅速扩张。目前的高级合伙人和银行负责人汉斯-瓦尔特-彼得斯也是德国银行协会的主席，他在2016年接替了德意志银行首席执行官于尔根-费琛。2018年，贝伦贝格银行为了配合其对投资银行业务的日益重视，将其瑞士私人银行子公司贝伦贝格银行（瑞士）股份公司出售给一群投资者，瑞士公司将被称为Bergos Berenberg。

## 延伸阅读
- Joh. Berenberg, Gossler & Co.: Die Geschichte eines deutschen Privatbankhauses, Berenberg Bank, Hamburg 1990

## 外部連結
- 贝伦贝格银行（页面存档备份，存于）